# 小深田大地
小深田 大地（こぶかた だいち、2003年3月25日 - ）は、兵庫県姫路市出身の元プロ野球選手（内野手）。右投左打。

## 経歴

### プロ入り前
小学校1年から野球を始め、姫路市立飾磨中部中学校時代は姫路アイアンズに所属。3年時には野茂英雄が総監督を務めるJUNIOR ALL JAPANのメンバーにも選ばれた。オリックスに入団した釣寿生は中学の同級生で、東京ヤクルトに入団した嘉手苅浩太は姫路アイアンズのチームメイトだった。
高校は履正社高等学校に進学し、1年夏より三塁手のレギュラーを確保する。2年時には春の甲子園と夏の甲子園に出場する。3年時には甲子園交流試合に出場する。1学年上には井上広大がいた。
2020年10月26日に開催されたドラフト会議で横浜DeNAベイスターズから4位指名を受け、11月25日に仮契約を結び、契約金4000万円、年俸560万円（金額は推定）という条件で入団した。背番号は44。

### DeNA時代
2021年、二軍では100試合に出場し、打率.215、4本塁打、43打点という結果だった。
2022年、二軍で96試合に出場し、打率.275、3本塁打、43打点を記録した。
2023年、オープン戦でチャンスを得るも、12打数1安打と結果を残せず。二軍では主に一塁手で出場し、87試合で打率.205、4本塁打、28打点を記録。シーズン終了後の11月16日、育成選手として契約することとなった。背番号は144。
2024年、二軍でも46試合の出場にとどまり、打率.245 、0本塁打、12打点という結果だった。同年10月1日、戦力外通告を受けた。

### DeNA退団後
DeNA退団後の2025年からは地元の姫路市に拠点を置く社会人野球チームの日本製鉄瀬戸内に入団する。

## 選手としての特徴
武器の打撃は高校通算34本塁打を記録した長打力である。三塁守備も堅実と評され、遠投は110mを記録する。

## 詳細情報

### 年度別打撃成績
- 一軍公式戦出場なし

### 背番号
- 44（2021年 - 2023年）
- 144（2024年）

### 登場曲
- 『常超 feat. 遊助』山猿（2021年）